# Новые Булбочи
Новые Булбочи также Булбочий Ной (рум. Bulbocii Noi) — село в Сорокском районе Молдавии. Наряду с селом Булбочь входит в состав коммуны Булбочь.

## География
Село расположено на высоте 164 метра над уровнем моря.

## Население
По данным переписи населения 2004 года, в селе Булбочий Ной проживает 325 человек (155 мужчин, 170 женщин).
Этнический состав села:
| Национальность | Число жителей | Процентный состав |
| -------------- | ------------- | ----------------- |
| молдаване      | 321           | 98,77             |
| украинцы       | 3             | 0,92              |
| русские        | 1             | 0,31              |
| Всего          | 325           | 100 %             |